# 招魂祭
| 宮中祭祀の主要祭儀一覧             |
| 四方拝・歳旦祭                     |
| 元始祭                             |
| 奏事始                             |
| 昭和天皇祭（先帝祭）               |
| 孝明天皇例祭（先帝以前三代の例祭） |
| 祈年祭                             |
| 天長祭（天長節祭）                 |
| 春季皇霊祭・春季神殿祭             |
| 神武天皇祭・皇霊殿御神楽           |
| 香淳皇后例祭（先后の例祭）         |
| 節折・大祓                         |
| 明治天皇例祭（先帝以前三代の例祭） |
| 秋季皇霊祭・秋季神殿祭             |
| 神嘗祭                             |
| 新嘗祭                             |
| 賢所御神楽                         |
| 大正天皇例祭（先帝以前三代の例祭） |
| 節折・大祓                         |

招魂祭（しょうこんのまつり）は日本の陰陽道・中国の道教で行われる祭祀・呪術のひとつ。宮中でも行われた。
近代に新しく招魂社・靖国神社などで死者に対して始められた「招魂祭」（しょうこんさい）については靖国神社参照。

## 概略
日本の陰陽道では衰弱している生きた人間の活性化のため、中国の道教では死者の霊魂の離散防止のためとして行われる。神道の生者・死者の双方に対する鎮魂祭とは別のものである。

## 日本の陰陽道
平安時代の中頃から貴族社会に浸透した。初見は『小記目録』第8巻「御祭事付解除」の「永延二年十月十一日招魂祭時」という記述。「永延二年」は988年。人には「魂」というものがあると信じられ、熟睡したり悩み事に屈託したときには衰弱した肉体からその「魂」が遊離すると考えられていた。そのため、病気やお産などの際に身体から遊離した魂を屋根の上で衣を振るなどして招き戻す祭祀を行った。生者に対して行う祭祀であり、死者に対して行うことは禁止されていた。禁を破った者は罰せられた（『左経記』1025年8月23日条）。1025年8月の藤原嬉子の死去に際し陰陽師の中原恒盛は招魂祭を行い、祓を科せられそうになったという。日本の陰陽道では死者に対しては行わない点が中国の道教との大きな相違点である。これについては、平安時代前期より、陰陽寮の職掌が拡大して神祇官の職掌とも被るようになり、神祇官が扱う神道の死や穢れに対する忌避が陰陽道の世界にも入り込んだために陰陽師が生死に関わる問題に関わる事が禁じられたと説明されている（例えば、病気の原因を怨霊や物の怪によるものだと占ったとしても、そこから先は僧侶の加持祈祷に任せるなど）。ただし、これは所謂官人の陰陽師に関する話で、民間における活動では陰陽師が物の怪を祓う事例もあるため、民間の陰陽師にまで徹底されていたのかは不明である（また、招魂祭は別としても11世紀後半には貴族社会でも怨霊や物の怪の排除に陰陽師が関わるようになる）。

## 用例と鎮魂祭との混同・区別
用語としては『日本書紀』巻第29、天武天皇14年11月24日（丙寅）条に「是日為天皇招魂之」とあるが、『釈日本紀』巻21秘訓6 はこの「招魂」を「ミタマフリス」と訓じ、同書巻15、述義11では「今鎮魂祭也」として、『日本書紀』の「招魂」の記述を「鎮魂祭」のこととしている。伴信友も『鎮魂伝』で「例の漢ざまに傚ひて、招魂と書なされたるもの」 としている。伴信友はまた「比古婆衣」第20巻で「後醍醐天皇日中行事に、日毎せうこんの御祭、今は定まれる事なり、とあるせうこんは招魂にて、こは鎮魂にはあらず、陰陽家にて別に招魂祭とて為る方なるべし」 と述べて、招魂祭と鎮魂祭との区別を明確にしている 。

## 中国の道教
道教では死者に対しても招魂祭を行う。但し、復活の儀式ではない。たとえば紀元前の戦国時代の『楚辞』には宋玉の「招魂篇」では罪なく奸人に追われて死んだ屈原を偲び、その魂の離散を恐れ、呼び戻す為に行われている。『楚辞』九歌の「国殤」には「身既に死して神以て霊・魂魄毅として鬼雄となる」とある。現在でも死んでから1～3年後に常設の「神主（しんしゅ）」（儒教でも用いる。仏教の位牌にあたるもの。）に名前を記し、新たな先祖として祀る。すると、一種の鬼でありつつ、子孫の幸福・安全を守る先祖となるとされる。

## 注
1. ↑  張麗山「東アジアの視点から見る日本陰陽寮の病気対策」小山聡子 編『前近代日本の病気治癒と呪術』（思文閣出版、2020年）ISBN 978-4-7842-1988-9 P25-28.
2. ↑  赤澤春彦「日本中世における病・物気と陰陽道」小山聡子 編『前近代日本の病気治癒と呪術』（思文閣出版、2020年）ISBN 978-4-7842-1988-9 P172-173.
3. ↑  卜部兼方『釈日本紀』経済雑誌社、1898年、835頁。この指摘は下掲の渡辺勝義『鎮魂祭の研究』による。
4. ↑  『伴信友全集』第2巻、国書刊行会、1907年、653-654頁。この指摘は下掲の渡辺勝義『鎮魂祭の研究』による。
5. ↑  伴信友「比古婆衣」第20巻「美多萬乃布由、又美多萬乃布利といふ事の考」。所収、『伴信友全集』第4巻、国書刊行会、1907年、436頁。この指摘は下掲の渡辺勝義『鎮魂祭の研究』による。
6. ↑  これらの指摘は渡辺勝義『鎮魂祭の研究』（名著出版・1994年）201-209頁による。